# Eropterus rectus
Eropterus rectus är en skalbaggsart som beskrevs av Green 1951. Eropterus rectus ingår i släktet Eropterus och familjen rödvingebaggar. Inga underarter finns listade i Catalogue of Life.